# 乌力吉
乌力吉（1933年8月—2001年2月2日），内蒙古科尔沁右翼中旗代钦塔拉苏木人，蒙古族。中华人民共和国政治人物。
早年担任中共鄂伦春自治旗委副书记、海拉尔市市长，中共呼伦贝尔盟委副书记，呼伦贝尔盟盟长。1992年，任中共内蒙古自治区委员会副书记。次年升任自治区人民政府主席。